# Hrvatsko biserje 2
Hrvatsko biserje 2 naziv je trećega studijskog albuma karlovačke Folklorne družine Vuga.

## O albumu
Album HRVATSKO BISERJE 2: Najljepše hrvatske narodne pjesme drugi je nosač zvuka iz ciklusa »Hrvatsko biserje«, koji su VUGE osmislile i pokrenule 2012. godine. Na tom je albumu snimljeno 15 narodnih pjesama iz Hrvatskoga zagorja, južnoaustrijskoga Gradišća, Hrvatskoga primorja, Dalmacije, Posavine, Bilogore, Međimurja i Podravine. Odabrane pjesme obradili su ugledni hrvatskih skladatelji i glazbenici Božo Potočnik, Dinko Fio, Branko Ivanković te etnolog Ivica Ivanković. Album je 2015. nominiran za nagradu Porin u kategoriji za najbolji album folklorne i etno glazbe.

## Popis pjesama
| 1.    | »Sunčece zahaja«             | Hrvatsko zagorje         | 2:33 |
| 2.    | »Čija j’ hiža najbelija«     | Južnoaustrijsko Gradišće | 3:00 |
| 3.    | »Oj višnjica, višnjica«      | Južnoaustrijsko Gradišće | 1:47 |
| 4.    | »Hitala je Mare«             | Hrvatsko primorje        | 2:29 |
| 5.    | »Na Neretvu misečina pala«   | Dalmacija                | 3:45 |
| 6.    | »Dvije posavske«             | Posavina                 | 3:38 |
| 7.    | »Slušaj mati ove riči moje«  | Dalmacija                | 2:41 |
| 8.    | »Ovamo dojdi sokole«         | Dalmacija                | 3:44 |
| 9.    | »Lepa moja livadic’«         | Bilogora                 | 3:12 |
| 10.   | »Jankić je dohajal«          | Hrvatsko zagorje         | 1:42 |
| 11.   | »Pet je kumi v jedni kljeti« | Međimurje                | 2:14 |
| 12.   | »Lep je vrček ograjen«       | Hrvatsko zagorje         | 3:03 |
| 13.   | »Oj ftičica vijoglavka«      | Podravina                | 2:57 |
| 14.   | »Žena ide na gosti«          | Podravina                | 1:59 |
| 35:06 |                              |                          |      |

## Impressum
- Glazbeni i izvršni producent: Branko Ivanković
- Ton-majstor: Bernard Mihalić – studio »Podmornica«, Samobor
- Fotografija: Video studio Butina
- Likovno oblikovanje: Antonija Erceg
- Urednik izdanja: Ivan Peršić
- Izdavač: Croatia Records
- Za izdavača: Želimir Babogredac

## Vanjske poveznice
- Croatia Records – Folklorna družina VUGA: »Hrvatsko biserje 2«
- Discogs – Folklorna družina VUGA: »Hrvatsko biserje 2«
- Spotify – Folklorna družina VUGA: »Hrvatsko biserje 2«